# Fortaleza do Abunã
Fortaleza do Abunã é um distrito do município brasileiro de Porto Velho, capital do estado de Rondônia. Segundo o censo demográfico de 2022, realizado pelo Instituto Brasileiro de Geografia e Estatística (IBGE), sua população era de 474 habitantes e havia 168 domicílios particulares permanentes ocupados. Foi criado pelo decreto legislativo nº 58 de 21 de novembro de 1985.
De acordo com o IBGE, em 2010 a população era de 450 habitantes e havia 254 domicílios particulares.